# 厄格伦
43°12′05″N 24°19′03″E / 43.2015°N 24.3174°E

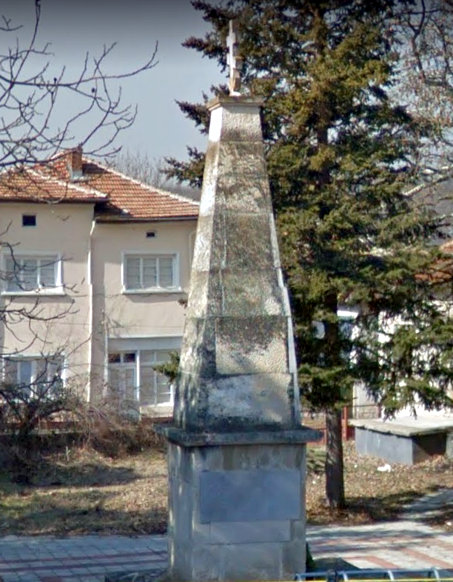
纪念碑

厄格伦是保加利亚洛维奇州盧科維特市鎮的村庄。该村位于维特河流域，有779名居民，占地面积43.79平方公里。
该村是保加利亚唯一以字母Ъ开头的村庄。南极洲的厄格伦角以此村庄命名。